# Sergio García Martín
Sergio García Martín (San Sebastián, Guipúzcoa, País Vasco, España, 23 de febrero de 1983) es un entrenador de baloncesto español. Actualmente es entrenador del Gipuzkoa Basket de la Primera FEB.

## Trayectoria
Comenzaría en el mundo de los banquillos en el año 2004, dirigiendo al Bera-Bera de la Primera División Nacional durante dos temporadas y al CNB Torrevieja de liga EBA desde 2006 a 2008.
Sergio García formó parte durante siete temporadas del cuerpo técnico de Natxo Lezkano en el Club Deportivo Maristas Palencia en las Liga LEB Plata y LEB Oro, club en el que se incorporó en 2008 procedente del CB Torrevieja. Años más tarde, tras la salida de Natxo Lezkano y Porfirio Fisac del conjunto palentino, el donostiarra sería primer entrenador del Club Deportivo Maristas Palencia durante las temporadas 2015-16 y 2016-17 en Liga LEB Oro, consiguiendo la Copa Princesa 2015-16 y el título liguero (ascenso no ratificado en los despachos).
En verano de 2017, después de la campaña 2016-17, donde se alcanzó la final de la eliminatoria, recibió la llamada del entrenador Porfirio Fisac para ser entrenador ayudante del Delteco GBC de la Liga ACB.
En junio de 2019 se hace oficial su llegada a La Coruña para liderar el proyecto del Leyma Coruña de la liga LEB Oro.
La temporada 2019-20, el equipo finaliza en 3ª posición, temporada terminada antes de tiempo por motivos de la pandemia mundial.
La siguiente temporada, la 2020-21, el Leyma Coruña alcanza la mejor clasificación de la historia del Club, finalizando en 3ª posición.
El 29 de julio de 2022, firma como entrenador asistente del Bilbao Basket de la Liga Endesa.
El 5 de mayo de 2025 es anunciado como nuevo entrenador del Gipuzkoa Basket de la Primera FEB.

## Clubs
- 2006-2008: CNB Torrevieja. (Liga EBA). Primer entrenador.
- 2008-2015: Club Deportivo Maristas Palencia (LEB Plata y Oro). Segundo entrenador de Natxo Lezkano.
- 2015-2017: Club Deportivo Maristas Palencia (LEB-Oro). Primer entrenador.
- 2017-2018: Delteco GBC. (Liga ACB). Segundo entrenador.
- 2018-2019: Delteco GBC. (Liga ACB). Segundo entrenador.
- 2019-2021: Leyma Coruña. (Liga LEB Oro). Primer entrenador.
- 2022-2025: Bilbao Basket. (Liga ACB). Segundo entrenador.
- 2025-Actualidad: Gipuzkoa Basket. (Primera FEB). Primer entrenador.